# ریوسوکه یامادا
ریوسوکه یامادا (انگلیسی: Ryosuke Yamada؛ زادهٔ ۹ مهٔ ۱۹۹۳) یک بازیگر، خواننده، رقاص، ترانه سرا، صداپیشه و عضو دو گروه پسر ژاپنی به اسم‌های "هی سی جامپ" " Hey! Say! JUMP" و "ان وای سی" "NYC" است.

## ۲۰۰۴–۵ آغاز به کار
ریوسکه کار خود را از ۱۰ سالگی با ورود به شرکت "جانی و همکاران" "Johnny and Associates" شروع کرد. مادر او که از طرفداران کینکی کیدز بود، درخواست حضور یامادا در استعدادیابی را به شرکت "جانی و همکاران" فرستاد. استعدادیابی در تابستان ۲۰۰۴ در قسمتی از برنامه "یا یا یاه" انگلیسی:" Ya-Ya-yah" پخش شد.
یامادا برای اولین بار در آگوست آن سال در تلویزیون ظاهر شد. او در آغاز کار به عنوان رقاص پشتیبان در گروه‌های KAT-TUN, Kanjani8، NEWS، و Tackey & Tsubasa بود.

## 2006-7Hey! Say! JUMPوClass Q
پس از موفقیتش به عنوان رقاص، ریوسکه با بازی در فیلم تلویزیونی "Tantei Gakuen Q SP" کار حود را به عنوان یک بازیگر شروع کرد. در آوریل ۲۰۰۷ ریوسکه عضو گروه" Hey! Say! ۷" "هی سی ۷" شد. این گروه تا ۶ ماه بعد تا سپتامبر ۲۰۰۷ فعال بود، سپس این گروه با گروه " Hey! Say! Best" "هی سی بست" ادغام شد و "Hey! Say! JUMP" "هی سی جامپ" کنونی با ۱۰ عضو تشکیل شد و با تک‌آهنگ "Ultra Music Power"" "الترا موزیک پاور" شروع به کار کرد.

## ۲۰۰۸–۹بازیگری وNYC boys
ریوسکه پس از آن در یک سریال تلویزیونی به اسم "One-Pound Gospel " که در مدت سه ماه پخش شد، بازی کرد. سپس در یک فیلم تلویزیونی ۲ ساعته به اسم "Sensei wa Erai" و به دنبال آن به همراه ۳ عضو دیگر "هی سی جامپ" در سریال "Scrap Teacher: Kyoushi Saisei" بازی کرد. در این زمان گروه NYC به عنوان یک گروه موقت تشکیل و ریوسکه همزمان در دو گروه مشغول به کار شد. در تابستان ۲۰۰۹ در فیلم تلویزیونی: "Niini no koto o Wasurenaide" و در اکتبر ۲۰۰۹ نقش اصلی را در فیلم تلویزیونی "Hidarime Tantei Eye" بازی کرد. از ژانویه ۲۰۱۰ به مدت سه ماه در سریال "Hidarime Tantei Eye" بازی کرد. این اولین سریالی بود که ریوسکه در آن نقش اصلی را بر عهده داشت.

## 2010-12 NYC، اسمورف، پسر عالی و کنسرت‌ها
NYC در ۷ آوریل ۲۰۱۰ با یک تک‌آهنگ موفق به عنوان یک گروه دائمی معرفی شد. در سپتامبر ۲۰۱۱ به دوبله فیلم "The Smurfs" پرداخت و آهنگ ""Magic Power" هی سی جامپ به عنوان آهنگ اصلی ورژن ژاپنی این فیلم انتخاب شد. پس از آن نقش Yamada Akiyoshi Monogatari را در فیلمی به همین نام بازی کرد که در ۲ ژانویه پخ شد. ریوسکه سپس در سریال " Perfect Son" بازی کرد که آهنگ "SUPER DELICATE" که تک‌آهنگ جدید هی سی جامپ بود، به عنوان آهنگ اصلی سریال انتخاب شد. به عنوان عضوی از هی سی جامپ، او از نوامبر ۲۰۱۲ تا ژانویه ۲۰۱۳، در کنسرت‌های موزیکال چانی فعالیت داشت.

## 2013-14 Mystery Virgin و کیندایچی
در تاریخ ۹ ژانویه ۲۰۱۳ ریوسکه به عنوان یک خواننده تک خوان شناخته شد. او اولین تک‌آهنگ خود با نام "Mystery Virgin" را منتشر کرد که تک‌آهنگ موفقی بود و باعث رکوردهایی در صنعت موسیقی ژاپن برای ریوسکه شد؛ با اول شدن در جدول اوریکن او تبدل به اولین هنرمند تین ایجر در سی سال اخیر شد که اولین تک‌آهنگشان در چارت‌ها اول شده باشد. پس ازآن در ۱۲ ژانویه ۲۰۱۳ در فیلم تلویزیونی (The Hong Kong Kowloon Treasure Murder Case) "Kindaichi Shonen no Jikenbo Hong Kong Kowloon Zaihou Satsujin Jiken " نقش اصلی را ایفا کرد و "Mystery Virgin" او به عنوان آهنگ اصلی فیلم انتخاب شد. بعد از آن در اوایل ۲۰۱۴ در فیلم تلویزیونی "Kindaichi Shonen no Jiken bo Gokumonjuku Satsujin Jiken" (The Prison School Murder Case) و به دنبال آن در سریال Kindaichi Shonen no Jikenbo N (neo) بازی کرد که در ژوئیه ۲۰۱۴ پخش آن آغاز شد.

## ۲۰۱۵-تا به حال بازی در فیلم‌های سینمایی
در مارس ۲۰۱۵ با بازی در فیلم "Ansatsu Kyoushitsu" به عنوان یک بازیگر سینما شناخته شد. Ansatsu Kyoushitsu فیلم موفقی بود به طوری که در اولین هفته انتشار در باکس آفیس ژاپن جایگاه اول را داشت. ریوسکه در فیلم دیگری به اسم "Grasshopper" ازی کرد که در ۹ نوامبر منتشر شد و در هفته اول انتشار رتبه ۲ را از آن خود کرد.